# Faro di Monach
Il faro di Monach (Monach lighthouse, in inglese) o faro di Shillay (Shillay lighthouse) è situato sull'isola di Shillay, una delle isole Monarch nell'arcipelago delle Ebridi Esterne (Scozia).
Costruito nel 1864, il faro è registrato come "monumento" dal RCAHMS, l'ente scozzese per la tutela degli edifici di interesse storico.
Nei pressi si trova un altro faro più piccolo costruito nel 1997 ed attivo fino al 2008.

## Storia
Nel gennaio del 1859 il Board of Trade scrisse ai "Commissari per i fari del Nord" (in inglese:  The Commissioners of the Northern Lighthouses, l'attuale Northern Lighthouse Board) allegando una lettera del capitano Otter, ispettore dell'Ammiragliato, per quanto riguarda l'installazione di un faro nelle isole Monach. A seguito di un sopralluogo tenuto dai commissari, insieme al vice-maestro di Trinity House e allo stesso capitano Otter, il parere fu che un faro avrebbe potuto guidare le navi consentendo ad esse di evitare le pericolose secche e scogli nella zona delle Monach; opinione confermata in una relazione degli ingegneri David e Thomas Stevenson. Entro lo stesso anno, quindi, Trinity House e il Board of Trade diedero l'approvazione ufficiale alla costruzione di una faro a Shillay.
Nel 1862 i commissari acquistarono per 400 sterline l'isola di Shillay da sir John Orde e suo figlio insieme ad un'area di 0.0282 acri sulla vicina isola di Ceaniar, dove fu eretto un magazzino.
Il progetto fu affidato ai fratelli David e Thomas Stevenson, ingegneri, ed il 1º febbraio del 1864 il faro venne acceso per la prima volta: la costruzione costò in totale 14.673 sterline.
I guardiani che presidiavano il faro dovevano attraversare con una barca a remi, tre volte al mese, un braccio di mare di mezzo miglio per raggiungere la cassetta postale e ritirare la corrispondenza. Durante questo tragitto, il 15 novembre del 1936 si verificò una tragedia: due faristi furono colti dal maltempo e trascinati fuori rotta. I loro corpi vennero ritrovati il 7 e l'8 dicembre sull'isola di Heisker.
Il faro fu spento nel 1942 durante la seconda guerra mondiale. Al termine della guerra, nel 1945 fu svolto uno studio sulla reale utilità del faro da cui emerse che esso in realtà non costituiva più una necessità per la navigazione: il 22 novembre del 1948 venne definitivamente decommissionato.
Il 28 marzo 1966 il Natural Environment Research Council ottenne dai commissari la concessione a realizzare una riserva naturale sull'isola di Shillay dove effettuare lo studio, la ricerca e la conservazione di varie specie di flora e fauna.

### Il nuovo faro
Nel 1993, a seguito dell'incidente della petroliera MV Braer, una relazione del giudice Lord John Francis Donaldson intitolata Safer Ships, Cleaner Seas ("Navi più sicure, mari più puliti", in inglese) indica il passaggio ad ovest delle Ebridi (la Deep Water Route) come percorso più indicato per le navi cisterna a pieno carico.
Nel luglio 1996 il Dipartimento dei trasporti approvò il progetto di installare tre fari per segnalare questa rotta, concendendo il finanziamento al Northern Lighthouse Board.
Nel 1997 vengono attivati tre nuovi fari: Haskeir, Gasker (al largo di North Harris) e alle Monach, sull'isola di Shillay, il "Monach Minor Light" a circa 250 metri dal faro esistente disattivato nel 1942.

### Riattivazione del faro originale
Nel 2005, a seguito di una revisione degli ausili alla navigazione su iniziativa del Northern Lighthouse Board, si decide di incrementare la portata del faro delle Monach da 10 a 18 miglia nautiche. Per ottenere questa portata, oltre ad aumentare la potenza del segnale, fu necessario aumentare l'elevazione. La struttura modulare in alluminio non si prestava ad una sopraelevazione così cospicua; inoltre si rendeva necessaria una nuova ottica rotante, un aumento dei moduli fotovoltaici per produrre energia sufficiente e accumulatori più potenti. Si decise quindi che la migliore soluzione sarebbe stata quella di installare una nuova ottica nella torre originale. Il segnale sull'antica torre fu ripristinato il 25 luglio 2008 e lo stesso giorno venne dismesso il fanale costruito nel 1997 (Monach Minor Light).
(Roger Lockwood, direttore amministrativo del Northern Lighthouse Board)

## Il faro del 1864
Progettato da David e Thomas Stevenson, si tratta di una torre in mattoni alta 41 metri sormontata da una "lanterna" (il locale che ospita il generatore luminoso) circondata dalla balconata di servizio ("galleria"). Originariamente l'ottica fresnel di tipo rotante era azionata da un meccanismo a orologeria. Le lenti furono rimosse nel 1997 per essere esposte al Museum of Scottish Lighthouses ("museo dei fari scozzesi") a Fraserburgh; l'anno successivo venne rimosso anche il meccanismo per essere sottoposto a restauro e successivamente esposto insieme alle lenti.
Adiacente al faro si trova l'edificio a due piani, un tempo dimora dei custodi.
Riattivato nel 2008 dopo 66 anni di abbandono, è equipaggiato con nuova ottica rotante ed è automatizzato.

## Il faro del 1997
Il Monach Minor Light, attivo dal 1997 al 2008 per sostituire il dismesso faro di Monach, era un fanale costituito da una torre reticolare alta 5,5 metri in alluminio e vetroresina. Come gli altri due fanali installati nel 1997 sulla deep water route (quelli di Haskeir e Gasker) era automatizzato e controllato a distanza dal quartier generale del Northern Lighthouse Board a Edimburgo attraverso una combinazione di trasmissioni radio UHF, VHF ed un collegamento via terra tramite rete telefonica British Telecom. La portata era di 10 miglia nautiche.